# Edpuzzle
Edpuzzle és una aplicació educativa creada per un grup d'emprenedors catalans. Està indicada per a la metodologia d'ensenyament coneguda com a aula invertida o flipped classroom creada per Jonathan Bergmann.
Edpuzzle permet seleccionar vídeos de diverses plataformes, editar-los i prendre només el fragment que es necessita per una lliçó. A més, permet incrustar diferents tipus de preguntes per comprovar la comprensió dels estudiants. També es poden pujar gravacions pròpies i/o afegir la pròpia veu sobre un vídeo existent en un altre idioma. Les lliçons resultants es poden assignar a diversos grups d'alumnes. Els vídeos treballats amb Edpuzzle queden guardats en el núvol per noves visualitzacions i/o edicions.